# San Giacomo degli Schiavoni
San Giacomo degli Schiavoni är en ort och kommun i provinsen Campobasso i regionen Molise i Italien. Kommunen hade 1 410 invånare (2018).